# سوزی سیلوی
سوزی سیلوی (به انگلیسی: Susie Silvey) (زادهٔ ۹ دسامبر ۱۹۸۱) بازیگر، رقصنده و مدل انگلیسی است.
از فیلم‌های معروف او می‌توان به بازی در فیلم در امتداد درخشش اشاره کرد.